# Äänekosken Huima
Äänekosken Huima är en idrottsförening i Äänekoski i landskapet Mellersta Finland. Den grundades 1904 och är landskapets äldsta. År 2018 hade föreningen 1 188 medlemmar varav 459 var under 15 år. I föreningen utövas basket, fotboll, längdskidåkning, brottning och styrkelyft.